# Kronologija Domovinskog rata: svibanj 1991.

### 1. svibnja
- Vlada Republike Hrvatske predložila je Saboru da uskrati suglasnost na nekoliko saveznih akata, među kojima je i na nacrt zakona o ukupnim rashodima budžeta i na nacrt zakona o tečajnim razlikama.[1]
- Tridesetak velikosrpskih odmetnika napada hrvatska sela Potkonje i Vrpolje pokraj Knina - jedna osoba je ranjena, a više osoba oteto i odvezeno u Knin.[1]
- Vrhovno državno vijeće odlučilo da Republika Hrvatska, ako jedinice JNA i dalje budu ometale ili otežavale uspostavu pravnog poretka u Republici, preispita svoj stav prema JNA te joj uskratiti financiranje.[1]
- Kijevo, njegovi stanovnici i postaja MUP-a bivaju peti dan opkoljeni jedinicama JNA.[1]
- Ministarstvo pravosuđa Republike Hrvatske uputilo građanima poziv na referendum na kojemu bi se trebali izjasniti da li su za neovisnu, suverenu i samostalnu hrvatsku državu.[1]
- U Benkovcu su četnici zapalili hrvatsku zastavu, samo trideset minuta nakon što je postavljena na zgradu pošte.[1]
- Nepoznata osoba skinula hrvatsku zastavu s VUPIK-ova silosa u predgrađu Vukovara, a na pruzi Borovo – Novi Dalj eksplozijom je oštećena pruga.[1]

### 2. svibnja
- U srpskom terorističkom napadu na autobus hrvatskog MUP-a u Borovu Selu, ubijeno 15 policajaca.[1]
- U Polači kod Zadra napadnuta policijska ophodnja, tom prilikom iz snajpera smrtno ranjen policajac Franko Lisica.[1]

### 3. svibnja
- Nakon masakra u Borovu Selu, predsjednik Republike Hrvatske dr. Tuđman izjavio: Nuđamo mir, nuđamo demokratski sporazum o rješenju svih pitanja, ali isto tako nećemo trpjeti dalje raspojasavanje terorizma u Hrvatskoj i nećemo trpjeti da se bilo kakvi planovi prave na račun hrvatske domovine.[1]
- Predsjednik Tuđman otputovao u Beograd na sjednicu Predsjedništva SFRJ, na kojoj će biti govora o sigurnosnoj situaciji u Jugoslaviji i Republici Hrvatskoj.[1]
- U proglasu Srpske narodne stranke iz Zagreba poziva se srpski narod u Hrvatskoj da se što prije odrekne nasilnih metoda djelovanja i dade otvorenu i javnu podršku svim demokratskim snagama u Hrvatskoj i Jugoslaviji.[1]
- Inozemna sredstva informiranja o sukobima u Jugoslaviji ističu da raste opasnost od građanskog rata, a francuska televizija ocjenjuje da je riječ o klasičnom scenariju uvoda u vojni udar.[1]

### 4. svibnja
- Potpredsjednik Predsjedništva SFRJ Stipe Mesić u intervjuu za Radio-Beograd rekao kako su u Borovu Selu četvorica policajaca masakrirana, odsječene su im glave i na njima se na najbestijalniji način iživljavalo.[1]
- State Department priopćio da je u sukobima na prostoru Republike Hrvatske poginulo najmanje 37 osoba, te da su prilike u Hrvatskoj vrlo napete i da postoji opasnost od daljnjih sukoba.[1]
- Američki kongresmen Dick Swett pozvao članove Predstavničkog doma da osude terorističku djelatnost u Hrvatskoj.[1]
- U povodu događaja u Hrvatskoj, kongresmen William Broomfield, obraćajući se američkom Kongresu, rekao kako američka vlada mora preispitati svoju politiku prema Jugoslaviji i srpskom tvrdoglavom staljinistu Slobodanu Miloševiću.[1]

### 5. svibnja
- Na auto-cesti između Županje i Slavonskog Broda ispaljena dva projektila na vozača i automobil potpredsjednika Predsjedništva SFRJ Stipe Mesića.[1]
- Barikade u svim selima vukovarske općine, svi prilazi Vukovaru blokirani.[1]
- Na zboru građane srpske nacionalnosti u Šibeniku kazano da su od Miloševića svi ugroženi.[1]
- Zbog prijetnji i pritisaka, iz vojvođanskog sela Novog Slankamena dnevno se iseli po jedna hrvatska obitelj.[1]
- Austrijski ministar vanjskih poslova Alois Mock pokrenuo inicijativu kod ministara vanjskih poslova Europske zajednice da ujedinjena Europa pošalje u Jugoslaviju vojsku mira, jednu vrstu plavi šljemova ako oružani sukobi budu i dalje eskalirali.[1]

### 6. svibnja
- Štab Vrhovne komande naredio podizanje borbene gotovosti JNA i mobilizaciju odgovarajućih jedinica kako bi JNA, ako organi federacije i republika ne osiguraju mir, mogla to efikasno učiniti.[1]
- U vukovarskoj općini pucnjave, eksplozije, barikade gotovo u svim selima.[1]
- U Splitu održane demonstracije protiv JNA zbog blokade Kijeva i sudjelovanja u srpskoj pobuni. Mirni prosvjed građana Splita sa zahtjevom da se vojska jasno odredi prema Martićevim ekstremistima, pretvorio se u pravu dramu u kojoj je poginuo jedan vojnik (ubio ga časnik) dok je drugi vojnik lakše ranjen, kao i jedna građanka.[1]
- Radnička akcija u Đuri Đakoviću. Radnici tvornice specijalnih vozila u Slavonskom Brodu spriječili su vojnike JNA odvesti tenkove iz tvorničkog kruga.():  06.05.1991. Radnici Đure Đakovića, njih 5000, tijelima spriječili JNA da preuzmu 21 tenk  Arhivirana inačica izvorne stranice od 12. lipnja 2020. (Wayback Machine) 035portal. 6. svibnja 2020. Pristuljeno 13. lipnja 2020.Borna Marinić: Radnici Đure Đakovića stali su pred JNA  Hrvatska katolička mreža. 6. svibnja 2020. Pristupljeno 13. lipnja 2020.[1]

### 7. svibnja
- Predsjednik Republike Hrvatske dr. Franjo Tuđman u jednodnevnom posjetu Velikoj Britaniji razgovarao s ministrom vanjskih poslova Douglasom Hurdom i bivšom premijerkom Margareth Thatcher, koji su izjavili da se zalažu za takvu Jugoslaviju u kojoj će svi biti zadovoljni. Dr. Tuđman razgovarao i s bivšim predsjednikom britanske vlade Edwardom Heatom.[1]
- U skladu s naredbom predsjednika hrvatske Vlade Josipa Manolića, u vukovarskoj općini uklonjene sve barikade koje su postavili Hrvati, no u selima gdje žive Srbi to nije učinjeno.[1]
- Vođa Srpske narodne obnove Mirko Jović, u izjavi koju je dao za YUTEL, potvrdio da u njegovi sljedbenici iz Srbije bili u Borovu Selu na dan pogibije dvanaestorice pripadnika Ministarstva unutarnjih poslova Republike Hrvatske.[1]
- Četnička banda od 30 do 40 ljudi hodao protutnjala kroz Knin i uništila sve što je imalo bilo kakvu vezu s Hrvatskom.[1]
- Srpski teroristi u Donjem Lapcu minama raznijeli kuću predsjednika Srpske narodne stranke Milana Đukića, a već ranije minirali i zapalili njegovu vikendicu.[1]
- Tenkovi jedinica JNA iz Mostarske kasarne kretali se ulicama Mostara pripravljeni za vojnu intervenciju.[1]

### 8. svibnja
- Zadarsko područje od preksinoć bez struje, srpski teroristi, vjerojatno oni isti koji su prije tri dana minirali vodovodna postrojenja, onesposobili 10-kilovoltni glavni dalekovod kojim se zadarsko i biogradsko područje napaja strujom.[1]
- Poslanici srbijanskog parlamenta, izuzimajući nekoliko govornika, optužili vlast u Hrvatskoj za ustaštvo, fašizam i genocid nad Srbima.[1]
- Britanski Times citirao predsjednika Tuđmana koji je kazao da će Hrvatska bude li napadnuta, tražiti vojnu pomoć od Washingtona i Londona.[1]

### 9. svibnja
- NA SJEDNICI Predsjedništva SFRJ odlučeno je da se u Republici Hrvatskoj odmah obustavi kretanje oružanih formacija i naoružanih građana Republike Hrvatske, koju je vodio Josip Manolić, u Vukovaru se složili da treba uspostaviti komunikaciju organa vlasti koji su pobijedili na nedavnim izborima i oni su ti koji moraju preuzeti odgovornost.[1]
- UPORNOST vojske da do kraja izvede planirane proljetne vježbe u zapadnoj Hercegovini stanje dovela do usijanja, pored zaustavljene tenkovske kolone u Pologu, narod zaustavio tenkove i kod Šuice.[1]
- PUTEM Hrvatskog radija predsjednik Republike Hrvatske dr. Franjo Tuđman obratio se Hrvatima u Bosni i Hercegovini i pozvao pučanstvo da se ukloni s ceste ispred tenkovskih kolona.[1]

### 10. svibnja
- U KNINU osnovana prva pomorska milicija tzv. krajine, jer imamo 20 km obale, objasnio njezino osnivanje novinarima kninski šerif Martić.[1]
- MIRKOVCI, selo nadomak Vinkovaca, nastanjen pretežno srpskim pučanstvom postalo središte srpskog terorizma u istočnoj Slavoniji.[1]
- HRVATI bosanskograhovskog sela Uništa našli se u bezizlaznoj situaciji nakon što su ih opkolili Martićevi odmetnici, te selu zatvorili vodu i presjekli dovod električne energije. (pravi početak velikosrpske agresije na BiH)[1]

### 11. svibnja
- SRBI iz Hrvatske brojnim prosvjednim skupovima osuđuju četnička teroristička divljanja u Hrvatskoj.[2]
- VELIKA Britanija zatražit će od Europske zajednice da ona ponudi svoje posredovanje u jugoslavenskoj krizi, kako bi se spriječilo komadanje zemlje, javlja britanski list Guardian.[2]
- OTTO von HABSBURG zahtijeva od EZ-a da prizna samostalnost Hrvatske.[2]

### 12. svibnja
- U Zagrebu osnovano Društvo hrvatsko-srpskog prijateljstva koje će zauzimati za suživot Srba i Hrvata u skladu s temeljnim vrijednostima civilnog društva i vladavine prava.[2]
- IZ VINKOVAČKE vojarne Đuro Salj ispaljena bez ikakvog razloga tri rafala iz teškog naoružanja koji su pogodili kuću Pave Marinića.[2]
- U KNINU održan tzv. Babićev referendum o  prisajedinjenju krajine Republici Srbiji.[2]

### 13. svibnja
- NA PRAVOSLAVNU crkvu u Mirkovcima, iako se tome usprotivio seoski svećenik, Srbi postavili mitraljez.[2]
- TALIJANSKI liberali izglasali da se Italiji vrate oduvijek njene Dalmacija i Istra i zatražili reviziju državnih međa.[2]
- NARODNI zbor na Petrovoj Gori protekao u znaku gromoglasnog protesta i zviždanju više od pet tisuća Srba. Radi Bulatu, predsjedniku SUBNOR-a, kada je osudio zlodjela četnika vojvode Šešelja i teze o genocidnosti hrvatskog naroda.[2]

### 14. svibnja
- VLADA Republike Hrvatske uputila oštar prosvjed Vladi Republike Srbije zahtijevajući da Srbija ubuduće na svom teritoriju ne dopušta organiziranje akcija upravljenih protiv Republike Hrvatske, te da liši slobode hrvatskih redarstvenika.[2]
- NA IZLASKU iz Mirkovaca ubijen Branko Božić, a policajac Ivan Bartolić teže ranjen, na njih su pucali četiri maskirane osobe s četničkim obilježjima.[2]
- MARTIĆEV pomoćnik Dušan Zelenbaba boravio je u Borovu Selu kako bi četničkim teroristima dao upute o daljnjem djelovanju u istočnoj Slavoniji te zbog konsolidacije redova nakon masakra u Borovu Selu.[2]
- BRATIŠKOVCI, selo u šibenskoj općini, još uvijek se nalazi pod opsadom Martićevih odmetnika, čiji se broj neprestano povećava.[2]
- INICIJATIVNI odbor Srpske narodne stranke u Zagrebu poslao Šibenčanima srpske nacionalnosti telegram u kojemu ih poziva na zajedničku obranu Hrvatske.[2]
- STJEPAN Mesić, potpredsjednik Predsjedništva SFRJ, na sjednici Predsjedništva SFRJ-u Beogradu nije izabran za predsjednika Predsjedništva, jer srbijanski predstavnici nisu glasali za njega.[2]

### 15. svibnja
- NAKON što je Srbije glasovala protiv Mesića kao novog predsjednika SFRJ, u Zagrebu, nakon povratka iz Beograda, dr. Tuđman održao konferenciju za novinare na kojoj je istako da će sada svijetu biti jasno tko je uzročnik jugoslavenske državno političke krize.[2]
- SRBIJA je blokirala izbor predsjednika i time preuzela na sebe odgovornost za sve buduće posljedice, ali i pokazala tko zapravo onemogućuje demokratski rasplet jugoslavenske krize - izjavio u Ljubljani Milan Kučan, predsjednik Predsjedništva Slovenije.[2]
- NAREDBOM ministra za unutarnje poslove Republike Hrvatske Josipa Boljkovca policijske stanice u Benkovcu i Obrovcu stavljaju se izvan snage i svi njihovi poslovi smatraju se nelegitimnim, a njihove poslove preuzima Policijska uprava u Zadru.[2]

### 16. svibnja
- EUROPSKI parlament u Strasbourgu prihvatio novu rezoluciju o prilikama u Jugoslaviji, prema kojoj republike i pokrajine imaju pravo na miroljubiv način odlučiti o svojoj budućnosti.[2]
- EKSTREMNI dio SDS-a donio odluku o prisajedinjenju krajine Republici Srbiji, što je utemeljeno na rezultatima provedenog referenduma.[2]

### 17. svibnja
- SJEDNICA Predsjedništva SFRJ prekinuta, jer su prije stanke otišli S. Mesić, V. Tupurkovski i J. Drnovšek, predstavnici Hrvatske, Makedonije i Slovenije.[2]
- HRVATSKA ima danas oko 4.762.000 stanovnika - to su prvi rezultati ovogodišnjeg popisa stanovništva u Republici Hrvatskoj.[2]

### 18. svibnja
- TRIDESETAK martićevaca, koji su bili u zasjedi na teritoriju BiH, priveli trojicu hrvatskih policajaca koje su uhitili kod Bosanskog Grahova u Knin, priopćeno na konferenciji za novinare u MUP-u BiH u Sarajevu.[2]
- KROZ Plaški prodefilirala skupina od tridesetak Plaščana u maskirnim uniformama, naoružanih vojnim oružjem - vodio ih je predsjednik Mjesne zajednice Plaški Nikola Medaković, te od zapovjednika policijske stanice Dušana Latasa zatražio da mu je preda.[2]
- RADNICI hrvatske nacionalnosti glinske Prehrane žale se na uvrede i prijetnje zbog čega njih pedesetak na dolazi na posao, uključujući i rukovodilaca.[2]

### 19. svibnja
- ODRŽAN referendum građana Hrvatske o budućnosti Republike - prema prvim podacima ZA suverenu Hrvatsku glasovalo 94 posto glasača izašlih na referendum, a za federaciju 5,2 posto.[2]
- U GOLUBIĆU kraj Knina održana vojna parada Martićevih terorista.[2]
- NEPOZNATI počinitelji bacili eksplozivnu napravu na kuću tajnika HDZ-a Hrvatske Dubice Franje Puškarića u naselju Baščinama.[2]
- RADOVAN Karadžić, predsjednik SDS-a BiH, u Titovu Drvaru na javnoj tribini navijestio da će biti pripajanja, pa i dovoljno oružja, ako se ne postigne dogovor o mirnom rješenju jugoslavenske krize.[2]

### 20. svibnja
- OBJAVLJIVANJEM presude (kazne zatvorom do tri godine i šest mjeseci), završeno suđenje šestorici Hrvata optuženih za oružanu pobunu pred Vojnim sudom u Zagrebu.[2]
- STIPE MESIĆ u razgovoru s domaćim i stranim novinarima u Zagrebu rekao da će uskoro sazvati sjednicu Predsjedništva SFRJ kao predsjednik Predsjedništva.[2]
- PREDSJEDNIŠTVO SFRJ, kao kolektivni šef države, postoji i može funkcionirati, usprkos činjenici što nije na vrijeme obavljen izbor njegova predsjednika, objavila Služba informiranja Skupštine SFRJ.[2]
- BURNA noć u Glini i Petrinji - eksplozije, pucnji, požari.[2]
- U SREDIŠTU Pakraca odjeknula snažna eksplozija postavljene mine.[2]
- POTVRĐENO ukidanje američke pomoći Jugoslaviji zbog, kako se navodi, ponašanja rukovodstva Republike Srbije.[2]
- PRIPADNICI tzv. Martićeve milicije sve se češće mogu vidjeti u Bihaću, na teritoriju BiH.[2]

### 21. svibnja
- U BENKOVCU osvanuli leci s popisom imena uglednih Benkovčana ( 34 Hrvata i sedam Srba ), koje će, kako piše na letku, likvidirati srpski nacionalni otpor.[3]
- U KNIN tzv. Martićevoj miliciji u posjet iz Beograda došao četnički vojvoda Vojislav Šešelj.[3]
- KAPELICU rimokatoličke crkve Svetog Josipa na ulazu u Pakrac, vrijedan spomenik kulture iz 1865. godine, srušila podmetnuta eksplozija nepoznatog počinitelja.[3]
- TERORISTI nedaleko Josipdola minirali dalekovod, zbog čega je bio u prekidu željeznički promet na relaciji Zagreb-Split.[3]

### 22. svibnja
- HRVATSKA Vlada donijela odluku o neprimjenjivanju odredbi saveznog Zakona općenarodnoj obrani na teritoriju Republike Hrvatske.[3]
- TEŠKA parlamentarna kriza u BiH, SDS-ovi ultimatumi pokazali da srpske poslanike ne zanima napad na jednog od ministara (Ostojića), već potpuna blokada i opstrukcije parlamenta, a sve po diktatu Radovana Karadžića, predsjednika SDS-a.[3]
- POSLANICI srbijanskog parlamenta prihvatili prijedloge da se na sljedećoj sjednici podrži tzv. SAO Krajina i njeno pripajanje Srbiji.[3]
- SKUPŠTINA Republike Slovenije konstatirala da je neizborom Stjepana Mesića, člana Predsjedništva SFRJ iz Republike Hrvatske, za predsjednika Predsjedništva SFRJ grubo kršen ustav SFRJ.[3]
- RASTE napetost i neizvjesnost oko okupiranog šibenskog sela Bratiškovci.[3]
- MINIRANA pruga Virovitica-Banova Jaruga između Brezina i Kukunjevca.[3]
- PROVOKACIJE tzv. JNA na području Vrlike, a njezine akcije, tvrde mještani, usuglašene s akcijama samozvane Martićeve milicije.[3]

### 23. svibnja
- RADOVAN Karadžić optužio SAD i predsjednika Busha da se javno miješaju u unutarnje stvari druge države, te da mu nije jasno kako Amerika ima prigovor na jedan demokratski (ne)izbor Stipe Mesića za predsjednika Predsjedništva SFRJ.[3]
- OKLOPNE jedinice JNA izašle su na ulice Maribora i opkolile centar Teritorijalne obrane Slovenije. -Radi se o pokušaju da se u Sloveniji isprovocira konflikt sličan onome u Splitu i da se bez uvođenja ratnog sranja izvrši djelomična okupacija Slovenije - rekao Janez Janša, ministar obrane Republike Slovenije.[3]
- SKUPŠTINA Republike Slovenije stavila moratorij na služenje vojnog roka slovenskih mladića u JNA.[3]
- DVADESETAK istarskih policajaca srpske nacionalnosti odbilo po zadatku otići u Slavoniju, te se žalilo pulskom SDS-u, Miloševiću i Vladi Srbije.[3]
- ZLOGLASNI Martićevci uhitili više od 40 Hrvata iz Kruševa.[3]
- U Polaču u benkovačkoj općini pristigla tri tenka JNA, stanovnici Polače odmah postavili barikade na cestu, ne dopuštajući im ulazak u središte sela.[3]
- U SRBIJI prisvojili više od 30 poslovnica Dubrovačkog trgovačko-turističkog sistema, čime su oštetili Hrvatsku za više od 30 milijuna njemačkih maraka.[3]

### 24. svibnja
- PREDSJEDNIK Republike Hrvatske dr. Franjo Tuđmanu dvodnevnom posjetu Italiji i Svetoj Stolici.[3]
- PREDSJEDNIŠTVO Slovenije priopćilo javnosti da JNA više nije slovenska.[3]
- PREDSJEDNIŠTVO Skupštine općine Maribor noćnu akciju Armije i otmicu zapovjednika TO Slovenije za istočnu Štajersku Vladimira Miloševića ocijenilo kao čisti terorizam i napad na suverenost Republike Slovenije.[3]

### 25. svibnja
- U Bileći došlo do sukoba civilne i vojne nadležnosti nad kamionom s oružjem, dok vojni tužitelj ne dopušta istragu MUP-a BiH, iz Bileće bježe civili.[3]

### 26. svibnja
- KOMANDA vojne pošte u Zagrebu najavila da će 28. i 29. svibnja jedinice Ratnog zrakoplovstva prema redovnom planu obuke provoditi vježbovne aktivnosti s povećanim naletom aviona.[3]
- U IVANJICI, bosanskohercegovačkom mjestu nadomak Dubrovnika, Srbi postavili barikade i prijeteći lovačkim puškama pretresali putnička vozila, uzimajući sve što im se prohtjelo pred očima trebinjskih policajaca.[3]

### 27. svibnja
- PREDSJEDNIK Predsjedništva SFRJ Stipe Mesić izjavio da neće ići na sjednicu Predsjedništva SFRJ, koju je sazvao Sejdo Bajramović, nelegalni predstavnik Kosova, jer on nema pravo sazivati sjednice.[3]
- TIJEKOM promocije Srpske narodne obnove u Prištini, vođa te stranke Mirko Jović obećao da se pohodi na Hrvatsku neće zaustaviti sve dok se u cijelosti ne oslobode svi Srbi zatočeni od vječnih srbomrzaca Hrvata.[3]

### 28. svibnja
- PREDSJEDNIK Republike Hrvatske dr. Franjo Tuđman obavio na stadionu NK Zagreba u Zagrebu smotru Narodne garde te ovaj čin označio kao povijesni, začetak hrvatskih oružanih snaga.[3]
- ZA sudjelovanje u tragičnim događajima u Borovu Selu osumnjičeno 40 osoba.[3]
- U NARODNOJ skupštini Srbije izdano priopćenje o razgovoru predstavnika Narodne skupštine i vlade s delegacijom tzv. SAO krajine, u kojem se kaže da su rezultati referenduma od 12. svibnja, kojim je izražena želja stanovnika Krajine za ujedinjenje sa Srbijom, izraz političke volje srpskog naroda u Krajini.[3]

### 29. svibnja
- NIJE uspio pokušaj koordinatora i nelegalnog predstavnika Kosova u Predsjedništvu SFRJ Sejde Bajramovića da održi sjednicu Predsjedništva SFRJ, pozivu se nisu odazvali predstavnici Makedonije, BiH, Slovenije i Hrvatske.[3]
- ČLAN Predsjedništva SFRJ Vasil Tupurkovski se nelegalnim sjednicama Predsjedništva SFRJ, jer makedonski parlament priznaje jedino Stipu Mesića za predsjednika Predsjedništva SFRJ.[3]
- INFORMATIVNA služba Pete armijske oblasti priopćila da su 27. svibnja iz tvornice TAM Maribor nasilnim putem, uz prijetnju oružjem i pod zaštitom Teritorijalne obrane Slovenije, oteta četiri borbena vozila vlasništvo JNA.[3]

### 31. svibnja
- U Hrvatskom Saboru prihvaćena Deklaracija o kršenju prava hrvatske amnjine u Republici Srbiji i u autonomnim pokrajinama Vojvodini i Kosovu.[3]
- U Zagreb doputovao iz Kanade novoimenovani pomoćni biskup zagrebački mons. Juraj Jezerinac.[3]